# Complot de la Liga de la Hermandad de la Sangre

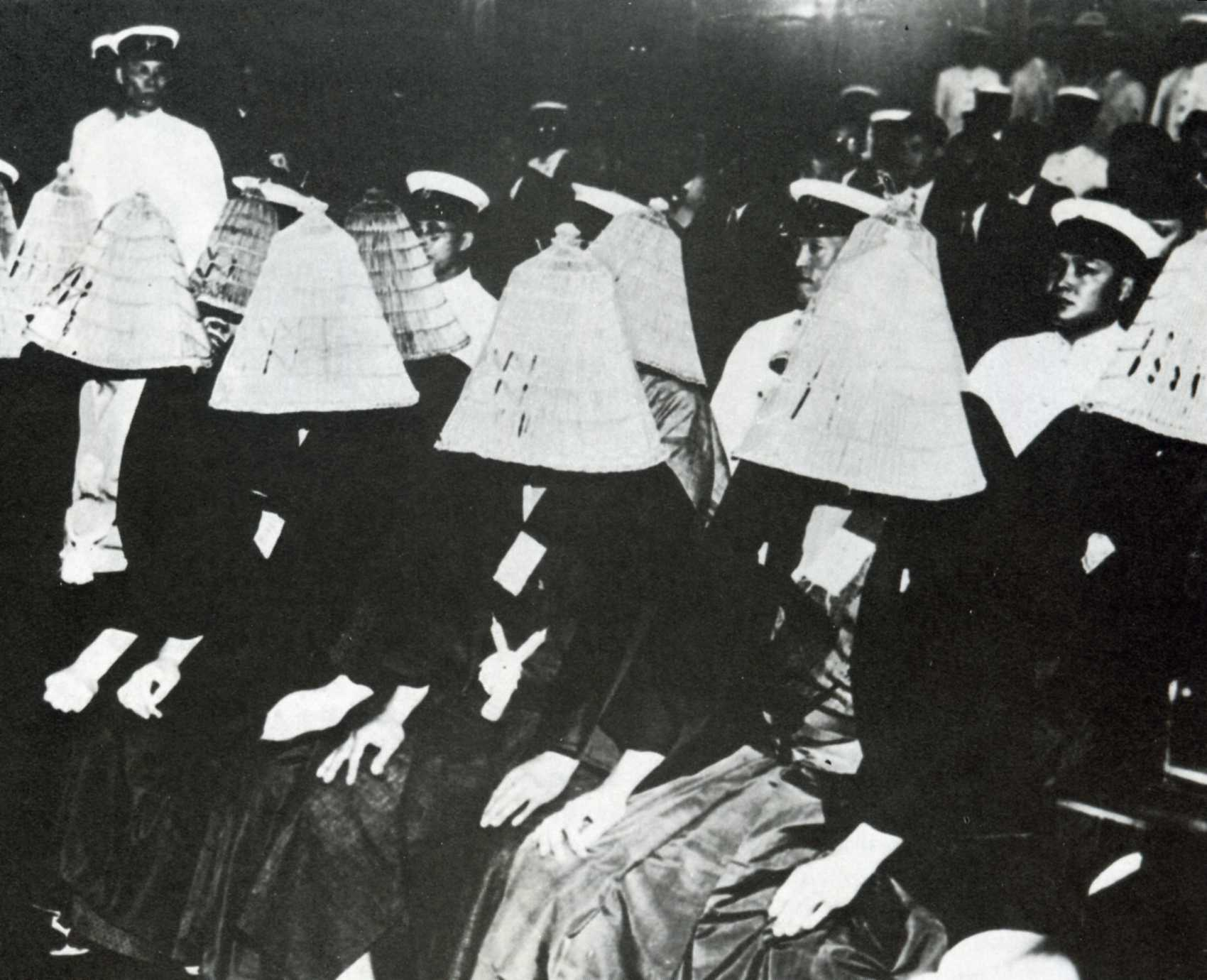
Los acusados en el juicio por los dos asesinatos.

El complot de la Liga de la Hermandad de la Sangre (血盟団事件 Ketsumeidan Jiken?) fue un conjura organizada a principios de 1932 en el Imperio de Japón por la organización ultranacionalista Liga de la Hermandad de la Sangre (Ketsumeidan) que se proponía asesinar a trece ricos hombres de negocios y políticos liberales, aunque sólo consiguió matar a dos: al ministro de Finanzas y dirigente del partido Rikken Minseito, Junnosuke Inoue, y al director de la corporación Mitsui, Dan Takuma.
El fundador de la Liga de la Hermandad de la Sangre, el sacerdote budista nacionalista radical Nissho Inoue (1886-1967), fue condenado a quince años de cárcel.

El complot se sitúa en el contexto de la serie de asesinatos políticos perpetrados por civiles y militares ultranacionalistas y militaristas japoneses durante la década de 1930 y cuyo objetivo era liquidar a los líderes políticos y económicos que consideraban un obstáculo para sus objetivos, justificándolos como actos de patriotismo. El asesinato del primer ministro de Japón Tsuyoshi Inukai el 15 de mayo de 1932, perpetrado poco después de los de la Liga de la Hermandad de la Sangre, se considera como «un punto de inflexión en el movimiento japonés hacia el extremismo militarista, pues puso fin al gobierno de partido e impregnó de militarismo de derechas tanto la política exterior como la interna».

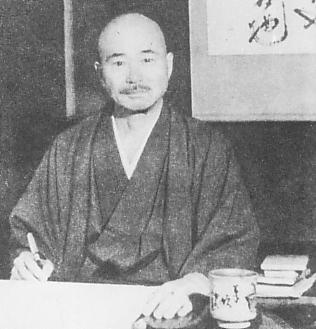
Nissho Inoue, fundador de la Liga